# Pietro Rosa
Pietro Rosa est un archéologue, topographe et homme politique italien, né le 10 novembre 1810 et mort le 15 août 1891. C’est le premier surintendant des fouilles et monuments de la province de Rome

## Biographie
Descendant du peintre Salvator Rosa, il fait des études de peinture et devient élève de l’archéologue Luigi Canina qui l’introduit auprès  de la famille Borghèse. Il travaille là jusqu’à son adhésion, en 1849, aux mouvements pour la défense de Rome durant le régime de la  République romaine ; ce choix politique le laisse ensuite sans emploi.
Canina le prend alors avec lui pour quelques fouilles le long de la via Appia. Il travaille ensuite pour Napoléon III, passionné d’archéologie, pour lequel il dirige des fouilles sur le mont Palatin, dans les Jardins Farnèse que l’empereur venait d’acheter auprès de Ferdinand II de Bourbon. Il demeure, avec Giacomo Boni et Alfonso Bartoli, l’un des principaux connaisseurs du Palatin où il fait d’importantes découvertes parmi lesquelles celle du temple de Jupiter Stator et celle de la basilique Julia.
Après la proclamation du royaume d'Italie il est le premier à être admis, en 1870, dans les projets archéologiques de la zone du Forum romain, charge dont il est évincé en 1874 pour cause de désaccords avec Giuseppe Fiorelli, le directeur du nouveau service national d’archéologie, et avec les responsables de la ville de Rome.
Entre 1874 et 1875 il dirige les fouilles du Colisée. Les travaux dans l'amphithéâtre, qui était un symbole religieux chrétien (il abritait déjà le Chemin de croix à cette époque), étaient considérés comme presque sacrilèges par la population catholique qui organisait des manifestations, le pape Léon XIII en tête, avec des célébrations religieuses inopinées à l’intérieur des lieux, sans que Rosa réussisse à convaincre le peuple que ces fouilles valaient mieux que les jeux carnavalesques douteux qui s’y déroulaient.
Sur le plan topographique il dresse la carte archéologique du Latium, entre 1850 et 1870.